# نوماتا (غونما)
مدينة نوماتا (بالإنجليزية: Numata)‏ هي أحد المدن التابعة لمحافظة غونما. تأسست رسميًا في 01/04/1954. ويقدر عدد سكانها بـ 52319 نسمة حسب تقدير مكتب الإحصاء الياباني لعام 2012. تبلغ مساحة نوماتا 443.37 كم2. بكثافة سكانية تبلغ 118 نسمة/كم2.